# 콘노 아야카
콘노 아야카(일본어: 紺野彩夏 곤노 아야카[*], 1999년 6월 24일~)는 일본의 모델, 여자 배우이다. 《Seventeen》의 전속 모델이기도 하다. 나이가 어리는 일본의 여자 배우 중 한명이다.
지바현 출신이며 스페이스 크래프트(ペースクラフト) 소속이다.

## 약력
어린 시절부터 시작하여 현재의 소속사에서 활동 중이다.

## 인물
- 좋아하는 음식 : 오이와 만두[1]
- 싫어하는 음식 : 레버[1]
- 자주 듣는 노래 : 《크리스미스 송》 back number[2]
- 좋아하는 영화 : 《스파이더 맨》[2]
- 좋아하는 책·만화 : 《아오하라이드》 《orange》[2]

## 출연

### 텔레비전 드라마
- 37세에 의사가 된 나 ~연수의 순정 이야기~ 제3화 (2012년 4월 24일, 후지 TV) - 사와무라 미키 (소녀시기) 역
- 드라마 W 〈레몬〉 제1화 (2012년 2월 12일, WOWOW)
- 황금 돼지-회계 검사청 특별 조사과- (닛폰 TV) - 츠츠미 신코 (어린 시절) 역
- 가면라이더 지오 (2018년 9월 ~, TV 아사히) - 오라 역[3]

### 영화
- 애처가 미야모토 (2017년 1월 28일 공개)
- 미스미소 (2018년 4월 7일 공개)

### CM 이미지 캐릭터
- 요미우리 중고생 신문
- 잠자리 학생복

## 도서

### 잡지
- Seventeen (슈에이샤, 2016년 3월호 ~ ) 전속 모델